# مانيتا هانغ
مانيتا هانج (ولدت في 7 سبتمبر 1998) هي عارضة أزياء كمبودية - فرنسية وملكة جمال تم تتويجها ملكة جمال كمبوديا 2022. ومثلت كمبوديا في ملكة جمال الكون 2022.
سابقًا، توجت ملكة جمال كمبوديا للسياحة 2015 والمركز الثالث ملكة جمال السياحة متروبوليتان الدولية 2016.

## روابط خارجية
- مانيتا هانغ على إنستغرام